# Токіо (станція)
Станція Токіо (яп. 東京駅, То:кьо: екі) — залізничний вокзал, розташований в бізнес-кварталі Маруноуті району Тійода, недалеко від Гіндзи та Імператорського Палацу.

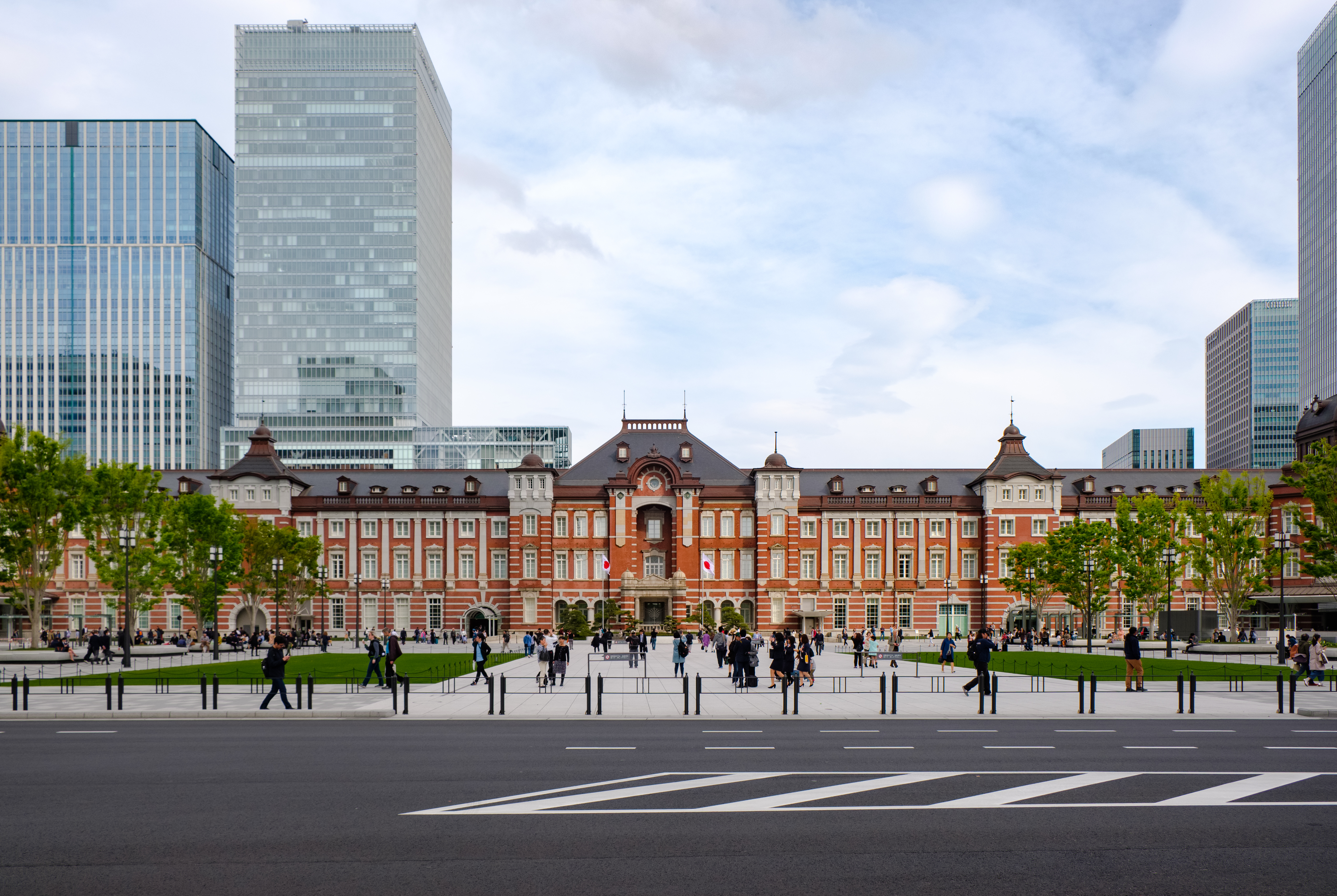
Токіо Станція в грудні 2018-го

Є головним міжміським залізничним вокзалом у Токіо, найзавантаженішою станцією в Японії за кількістю поїздів в день (понад 4000), і дев'ятою за завантаженістю за кількістю пасажирів у день. Є початковою і кінцевою зупинкою для більшості Сінкансенів, і обслуговується багатьма місцевими та приміськими лініями Японських залізниць, а також мережею Токійського метрополітену.

## Лінії
Такі лінії проходять через або закінчуються на станції Токіо.
- East Japan Railway Company
  - Лінія Тюо[en]
  - Лінія Кейхін-Тохоку[en]
  - Лінія Кейе[en]
  - Лінія Собу[en] (включаючи маршрут Експрес Наріта[en])
  - Лінія Токайдо[en]
  - Лінія Яманоте[en]
  - Лінія Йокосука[en]
  - Лінія Вено-Токіо
  - Тохоку-сінкансен
  - Ямагата-сінкансен[en]
  - Акіта-сінкансен[en]
  - Дзьоецу-сінкансен[en]
  - Хокуріку-сінкансен[en] (Раніше називався «Нагано-сінкансен»)
- Central Japan Railway Company
  - Токайдо-сінкансен
- Tokyo Metro
  - Лінія Маруноуті

Станція з'єднана підземними переходами зі станцією Отематі, яка обслуговується лініями Тодзай, Тійода, Хандзомон і Міта, а також зі станціями Нідзюбасімае, Хібія, Юракуте, Гіндза і Хігасі-Гіндза.

## Історія

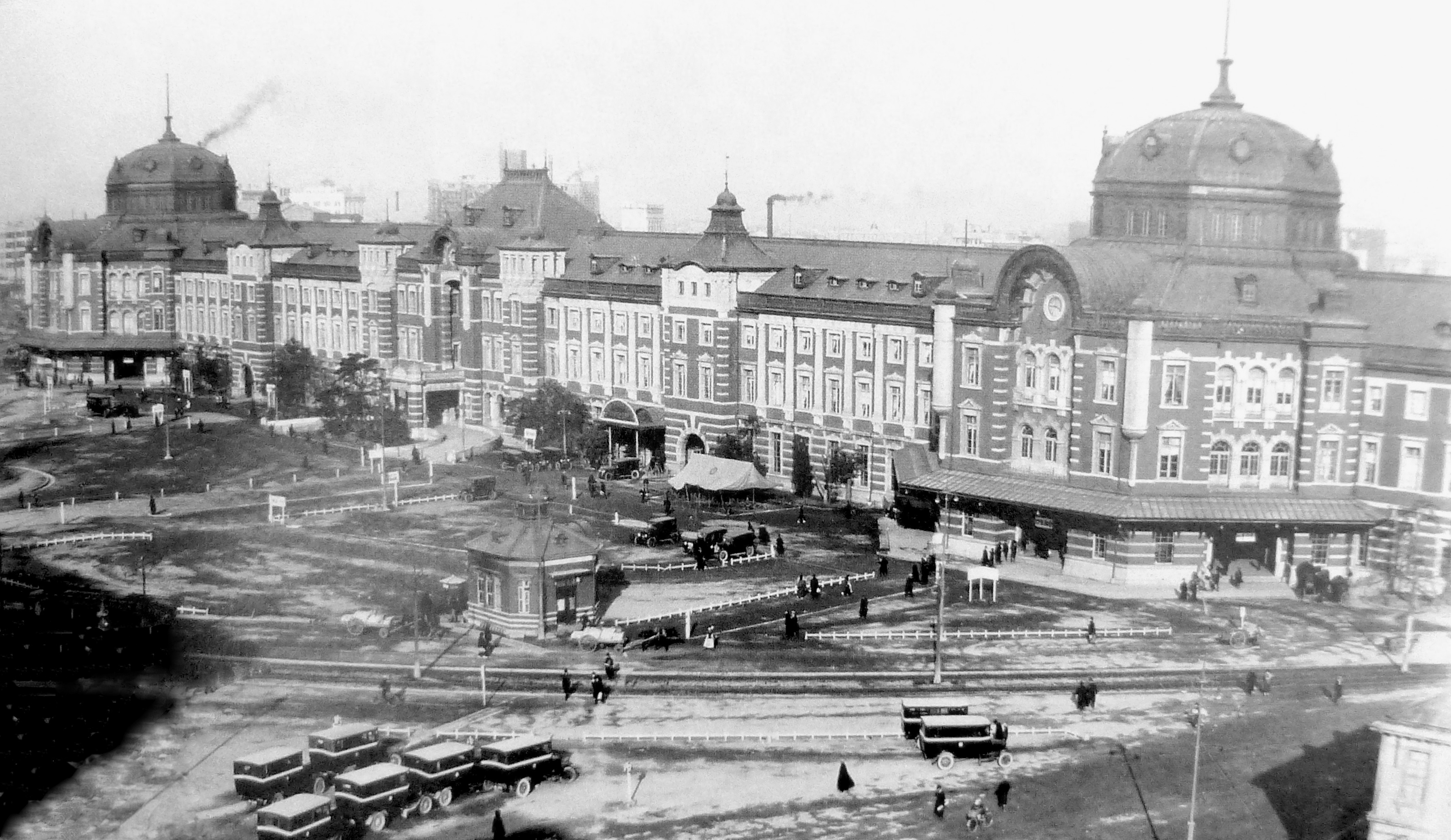
Станція в грудні 1914-го року.

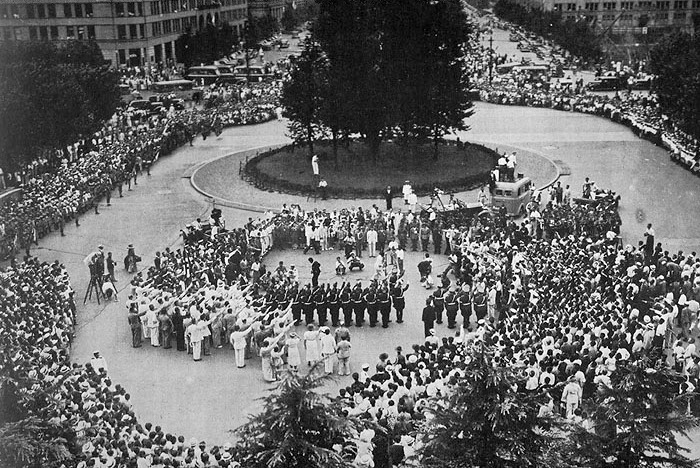
Церемонія зустрічі Гітлерюгенду біля станції Токіо в 1928 році

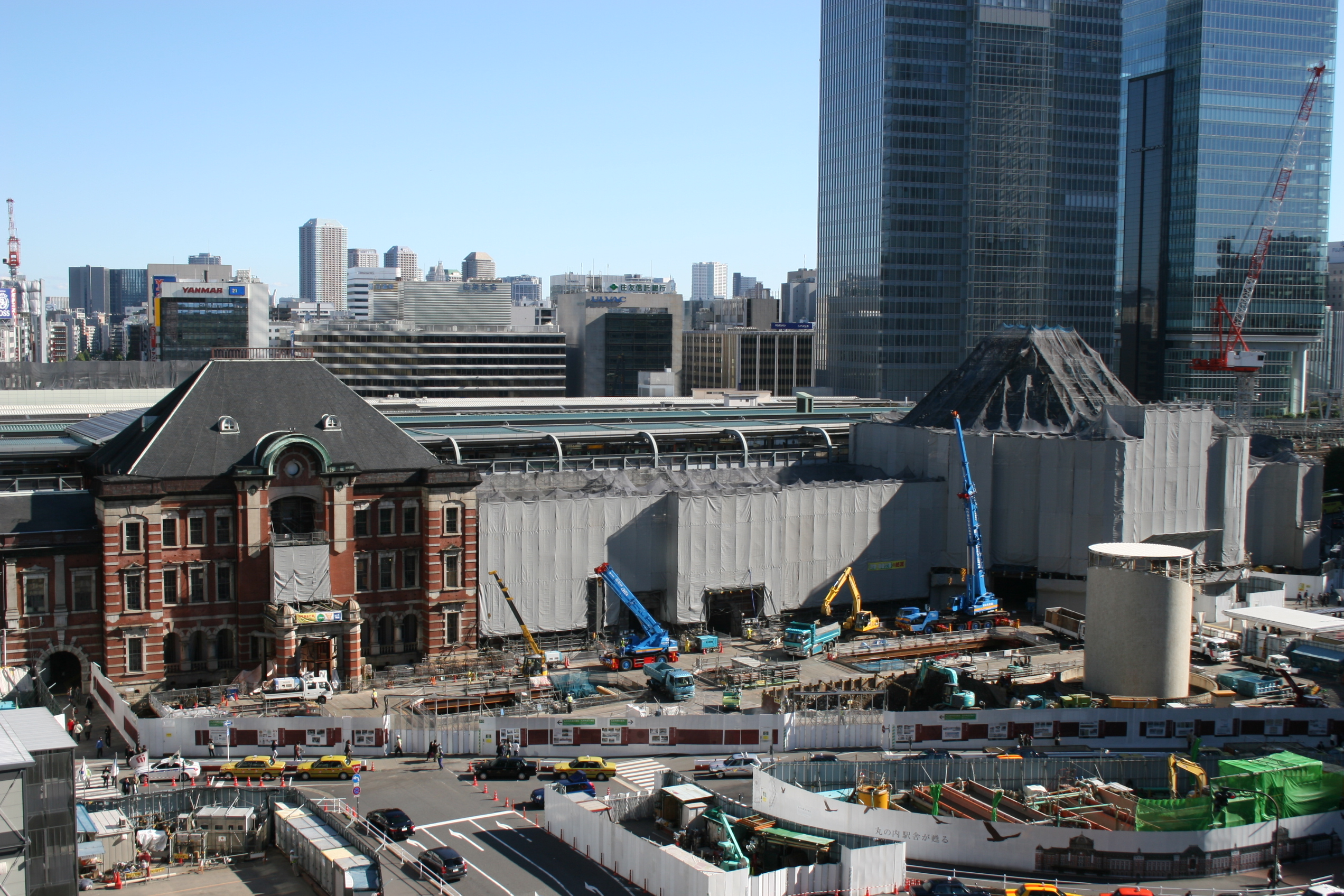
Вихід Маруноуті в 2009 році.

У 1889 році муніципальний комітет Токіо склав план будівництва лінії залізниці, що зв'язує головний термінал лінії Токайдо на станції Симбаси з кінцевою станцією лінії Тохоку — Вено. Імператорський парламент у 1896 році ухвалив рішення про будівництво нової станції на цій лінії під назвою Центральна станція (яп. 中央停車場, тю:о: тейсядзьо:), розташованої безпосередньо перед входом в сади з імператорського палацу.
Будівництво було відкладено у зв'язку з початком Першої японо-китайської війни і Російсько-японської війни, але, нарешті, почалося в 1908 році. Триповерхову будівлю вокзалу спроєктував архітектор Тацуно Кінго (який також спроєктував будівлю станції Мансейбасі і сусідню будівлю банку Японії). Існує думка, що будівля стилізована під центральний вокзал Амстердама, але це положення вважається бездоказовим. Терунобу Фудзіморі, дослідник західної архітектури, вивчивши стиль Тацуно, а так само вважає цю думку помилковою.
Станція була відкрита 18 грудня 1914 року з чотирма платформами: дві для електропоїздів (нинішні платформи ліній Яманоте / Кейхін-Тохоку) і дві для тепловозів (нинішні платформи лінії Токайдо). Лінія Тюо була доведена до даної станції в 1919 році. В цей час біля станції був вихід тільки з боку Маруноуті.
У 1921 році на південному виході станції був убитий прем'єр-міністр Японії Хара Такасасі. Вихід з боку Яесу був відкритий в 1929 році.
Велика частина станції була зруйнована в двох бомбардуваннях 25 травня і 25 червня 1945 року. Ці вибухи зруйнували вражаючі скляні куполи. Станція була швидко відновлена протягом року, але замість куполів був збудований звичайний дах, і у відреставрованому будинку стало всього два поверхи замість трьох.

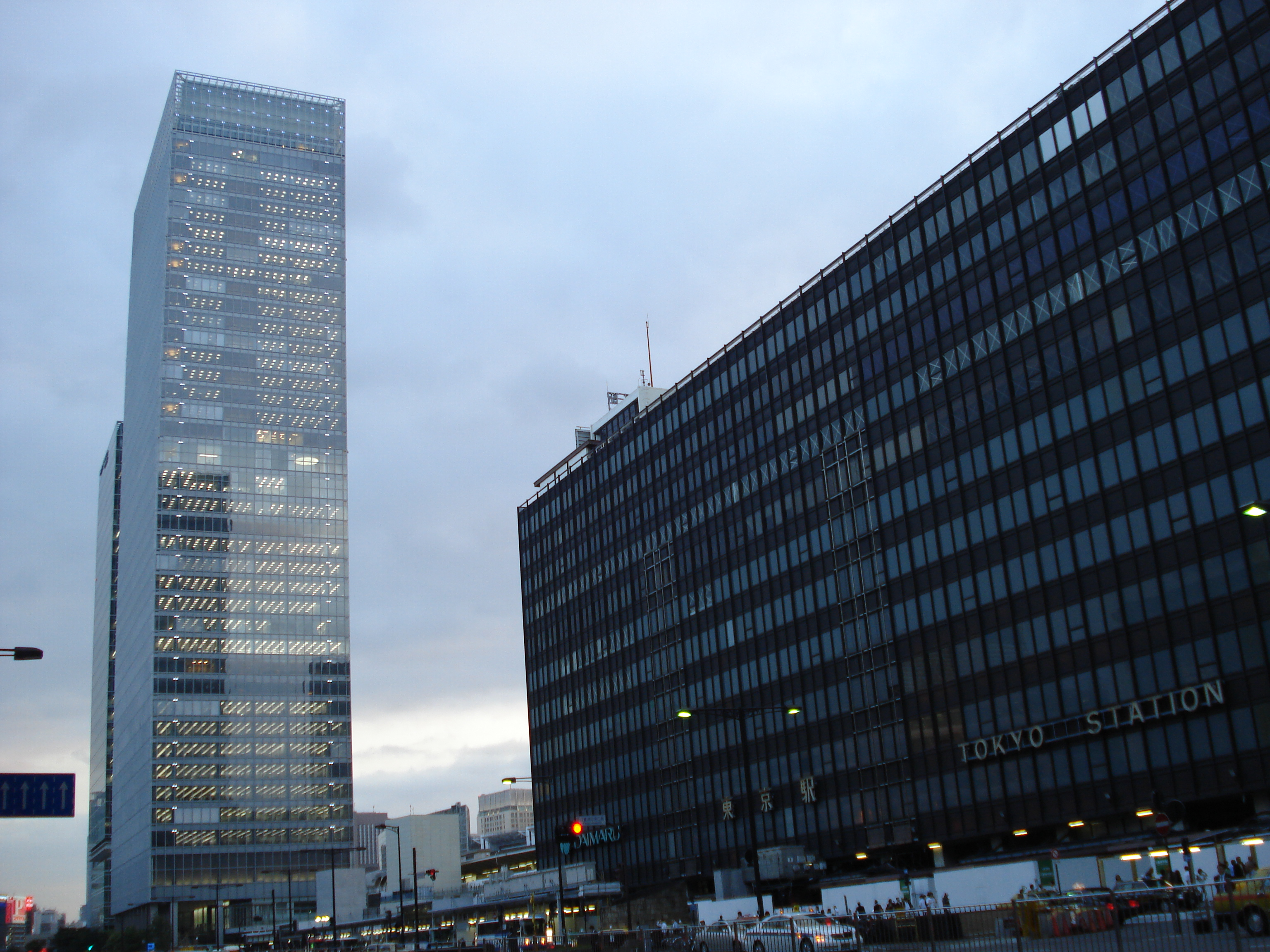
Вихід Яесу і GranTokyo South Tower

Сторона Яесу також була перебудована після війни, але 1949 році знищена пожежею, після чого була значно модернізована, отримала сучасний екстер'єр, так само був прибудований великий універмаг Даймару. Вихід Яесу був відкритий в 1953 році разом з двома новими платформами для лінії Токайдо (нині використовується для поїздів Сінкансен). Ще дві платформи були відкриті в 1964 році для розміщення першої лінії Сінкансен. Сторона Яесу так само була частково перебудована в 1991 році у зв'язку з продовженням лінії Тохоку-сінкансен від станції Вено.
14 березня 2015 року була відкрита Лінія Вено-Токіо, що зв'язала зі станцією Токіо лінії Уцуномія, Такасакі і Дзьобан.

## Подальший розвиток
Планується побудувати[коли?] відгалуження від прилеглої лінії Асакуса, для забезпечення швидшого доступу від станції Токіо до аеропортів Ханеда і Наріта.

## Планування станції
Основна будівля станції — цегляна, збережено з 1914-го року і реконструйовано. Основна частина станції складається з 10 платформ острівного типу і 20 платформ, піднятих над рівнем землі.
Лінії Сінкансен розташовані зі східної сторони станції.
На підземному (п'ятому) рівні на захід від основної станції розташовані дві острівні платформи і чотири шляхи лінії Собу/Йокосука. Також в декількох сотнях метрів від основної станції на четвертому підземному рівні розташовані дві острівні платформи і 4 шляхи лінії Кейе. Весь комплекс з'єднаний численними підземними переходами і торговими аркадами, з прилеглими будівлями і торговими центрами.
| Номер              | Лінія                                                                   | Напрямок |
| ------------------ | ----------------------------------------------------------------------- | --- |
| Надземні платформи |                                                                         | |
| 1・2               | ■Лінія Тюо (Швидка)                                                     | Сіндзюку, Такао, Оме (через лінію Оме) |
| 3                  | ■Лінія Кейхін-Тохоку                                                    | Вено, Акабане, Омія |
| 4                  | ■Лінія Яманоте                                                          | Вено, Сугамо, Ікебукуро |
| 5                  | ■Лінія Яманоте                                                          | Сінагава, Мегуро, Сібуя |
| 6                  | ■Лінія Кейхін-Тохоку                                                    | Сінагава, Йокогама, Офуна |
| 7・8               | ■Лінія Вено-Токіо （■Лінія Уцуномія・■Лінія Такасакі・■■Лінія Дзьобан） | Вено・Омія・Уцуномія・Такасакі・Міто □Експреси лінії Дзьобан — «Хітаті» і «Токіва»                                                        |
| 7・8               | ■Лінія Токайдо                                                          | Сінагава・Йокогама・Одавара・Атамі・Іто □Експреси: Одоріко、 □Спеціальні Експреси «Санрайз Ідзумо» і «Санрайз Сето» відходять з 9-го путі |
| 9・10              | ■Лінія Токайдо                                                          | Сінагава・Йокогама・Одавара・Атамі・Іто □Експреси: Одоріко、 □Спеціальні Експреси «Санрайз Ідзумо» і «Санрайз Сето» відходять з 9-го путі |

### Tokyo Metro
Одна платформа острівного типу і два шляхи.